# East Peoria
East Peoria è un comune degli Stati Uniti d'America, situato nell'Illinois, nella contea di Tazewell. Si trova lungo il fiume Illinois.